# 前424年
| 千纪： | 前1千纪 |
| 世纪： | 前6世纪 \| 前5世纪 \| 前4世纪 |
| 年代： | 前450年代 \| 前440年代 \| 前430年代 \| 前420年代 \| 前410年代 \| 前400年代 \| 前390年代                                                                                          |
| 年份： | 前429年 \| 前428年 \| 前427年 \| 前426年 \| 前425年 \| 前424年 \| 前423年 \| 前422年 \| 前421年 \| 前420年 \| 前419年                                                            |
| 纪年： | 周威烈王二年 魯元公十三年 齊宣公三十二年 晉幽公十年 趙桓子元年 魏文侯元年韓武子元年 秦靈公元年 楚簡王八年 宋昭公四十五年 衛懷公二年 鄭共公三十一年 燕閔公十五年 越王朱勾二十四年 |

## 大事記
- 晉大夫趙桓子趙嘉去世，國人殺其子，迎立趙浣。
- 鄭共公丑去世，子鄭幽公已嗣位。

## 出生
- 秦獻公赢師隰，秦國君主（前362年逝世）。

## 逝世
- 西塔尔凯斯，色雷斯的奥德吕萨帝国君主。
- 趙桓子，趙氏領袖，生年不詳。
- 鄭共公，鄭国国君，生年不詳。